# Herhely
Herhely (szlovákul: Harhaj) község Szlovákiában, az Eperjesi kerület Bártfai járásában.

## Fekvése
Bártfától 17 km-re délkeletre, a Tapoly jobb oldalán fekszik.

## Története
1441-ben említik először.
A 18. század végén Vályi András így ír róla: „HERHEJ. Herhaj. Tót falu Sáros Várm. földes Urai több Urak, lakosai katolikusok, fekszik Topoly víze partyán, Hankócznak filiája, réttye szoross, de legelője fája nem hibázik.”
Fényes Elek 1851-ben kiadott geográfiai szótárában így ír a faluról: „Herhely, tót falu, Sáros vmegyében, Hankóczhoz 1/4 órányira: 138 kath., 48 evang., 10 zsidó lak. F. u. többen. Ut. p. Bártfa.”
A trianoni diktátum előtt Sáros vármegye Girálti járásához tartozott.

## Népessége
| Év:            | 1994. | 2004.   | 2014. | 2024.   |
| -------------- | ----- | ------- | ----- | ------- |
| Emberek száma: | 229   | 250     | 270   | 257     |
| Eltérés:       |       | +9,17 % | +8 %  | -4,81 % |

| Év:            | 2023. | 2024.   |
| -------------- | ----- | ------- |
| Emberek száma: | 260   | 257     |
| Eltérés:       |       | -1,15 % |

1910-ben 122, túlnyomórészt szlovák lakosa volt.
2001-ben 245 szlovák lakosa volt.
2011-ben 270 lakosából 257 szlovák.

## Nevezetességei
Nepomuki Szent János tiszteletére szentelt római katolikus temploma 1992-ben épült.